# National Semiconductor
National Semiconductor — колишній американський виробник напівпровідникової продукції, який спеціалізувався на аналогових пристроях і компонентах. Штаб-квартира компанії розташовувалася в Санта-Кларі, Каліфорнія. Продукція компанії включала в себе схеми живлення, драйвери дисплеїв, аудіо- і операційні підсилювачі, інтерфейси зв'язку та перетворювачі даних. Основними покупцями були виробники бездротових гарнітур, дисплеїв, а також зарубіжні виробники промислової електроніки, медичної техніки і засобів автоматизації. Назва компанії утворено англійськими словами «national» -національний і «semiconductor» — напівпровідник, що говорить про неї як про американського виробника напівпровідникової техніки. З 23 вересня 2011 року компанія офіційно стала частиною корпорації Texas Instruments на правах її підрозділу та представництва в «Кремнієвій долині».

## Поглинання корпорацією Texas Instruments
4 квітня 2011 року Texas Instruments оголосила про досягнення угоди щодо купівлі National Semiconductor за 6,5 мільярдів доларів США. Texas Instruments заплатила по 25 доларів США за акцію. Ця сума на 80% перевищила ринкову вартість акції: на момент закриття сесії 4 квітня 2011 року акції National Semiconductor торгувалися за 14,07 доларів США. Ця угода зробила Texas Instruments одним з найбільших в світі виробників аналогових електронних компонентів. 19 вересня стало днем подолання останнього бар'єру на шляху злиття двох компаній: було отримано схвалення злиття з боку китайської влади. Офіційно злиття двох компаній відбулося 23 вересня 2011 року.